# Eurocephalus ruppelli
L’averla groppabianca o averla capobianco settentrionale (Eurocephalus ruppelli Bonaparte, 1853)) è un uccello passeriforme appartenente alla famiglia Laniidae.

## Etimologia
Il nome scientifico della specie, ruppelli, rappresenta un omaggio al naturalista ed esploratore tedesco Eduard Rüppell.

## Descrizione

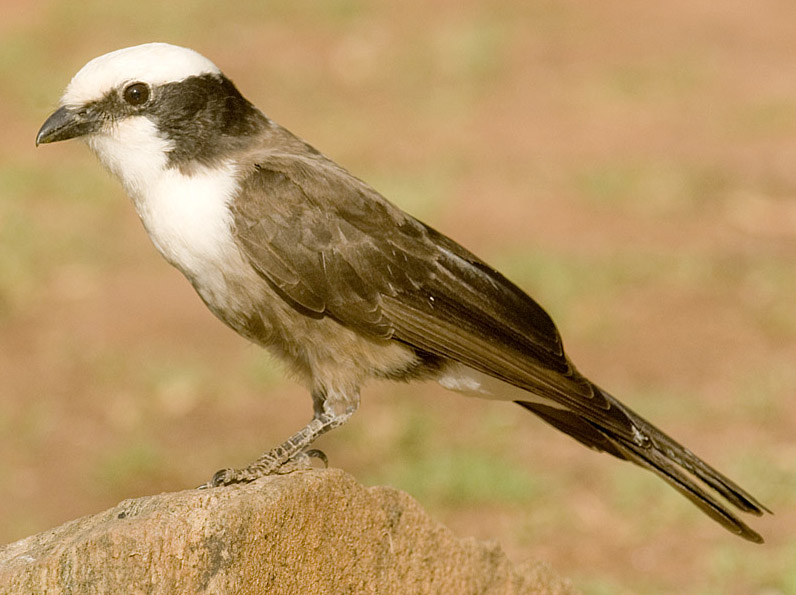
Esemplare nel Serengeti.

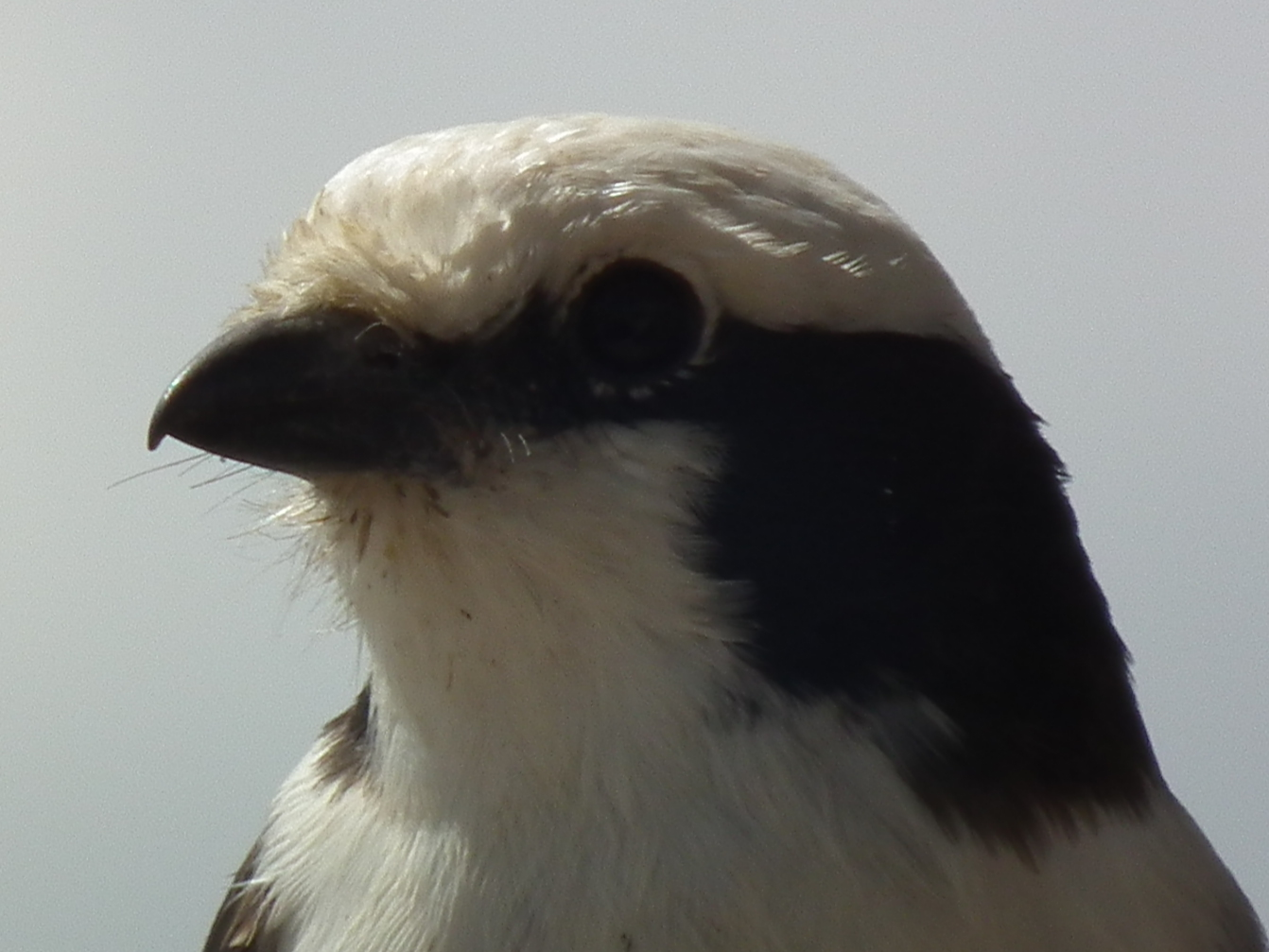
Primo piano.

### Dimensioni
Misura 19-23 di lunghezza, per 42-58 g di peso: le dimensioni seguono un andamento clinale, con gli esemplari della porzione settentrionale dell'areale più grossi e pesanti rispetto a quelli del sud.

### Aspetto
Si tratta di uccelli dall'aspetto massiccio ma slanciato, muniti di grossa testa allungata e squadrata con forte becco dall'estremità superiore uncinata seminascosto dalle numerose vibrisse alla base, zampe corte e forti, ali arrotondate e coda piuttosto lunga e dall'estremità squadrata.
Il piumaggio si presenta di colore bianco su fronte e vertice, gola, mustacchi e petto, ventre, sottocoda e codione (da cui il nome comune della specie), mentre parte posteriore del collo, dorso, area scapolare, parte piumata delle zampe, ali e coda sono di colore bruno-grigiastro, con tendenza a scurirsi su quest'ultima e sulle remiganti (dove assume tonalità color caffè, in genere con sottili orli più chiari e tendenti al beige). Dai lati del becco parte una sottile banda di colore nero che prosegue fino alle orecchie formando una mascherina che si congiunge al nero presente su guance e nuca, che separa il bianco cefalico da quello golare e pettorale.
Non è presente dimorfismo sessuale, coi due sessi che sono del tutto simili.
Il becco è di colore nero: dello stesso colore sono anche le zampe, mentre gli occhi sono di colore bruno scuro.

## Biologia

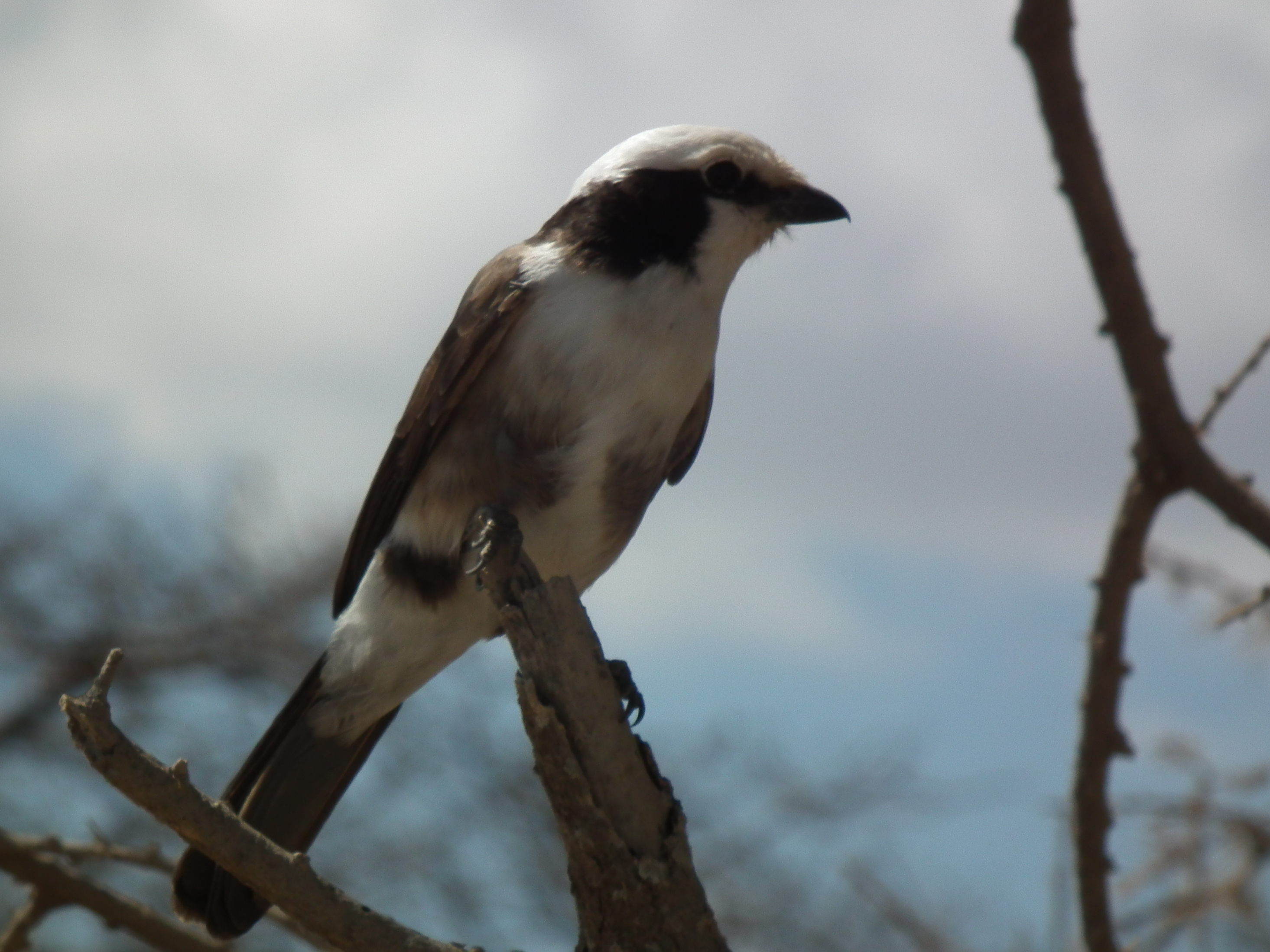
Esemplare nel parco nazionale del Tarangire.

Si tratta di uccelli dalle abitudini di vita essenzialmente diurne, che vivono perlopiù in coppie o in gruppi familiari che comprendono una coppia capostipite ed i giovani di un paio di nidiate coi rispettivi partner, per un totale di una dozzina di individui al massimo.

I gruppi sono molto uniti e passano gra parte del tempo spostandosi all'interno di un territorio ben definito, che viene accanitamente difeso da eventuali intrusi conspecifici: molto spesso, i gruppi stazionano su posatoi in evidenza (alberi o cespugli isolati, pali della luce), dai quali possono agevolmente tenere d'occhio i dintorni per individuare eventuali prede o potenziali invasori.

### Alimentazione

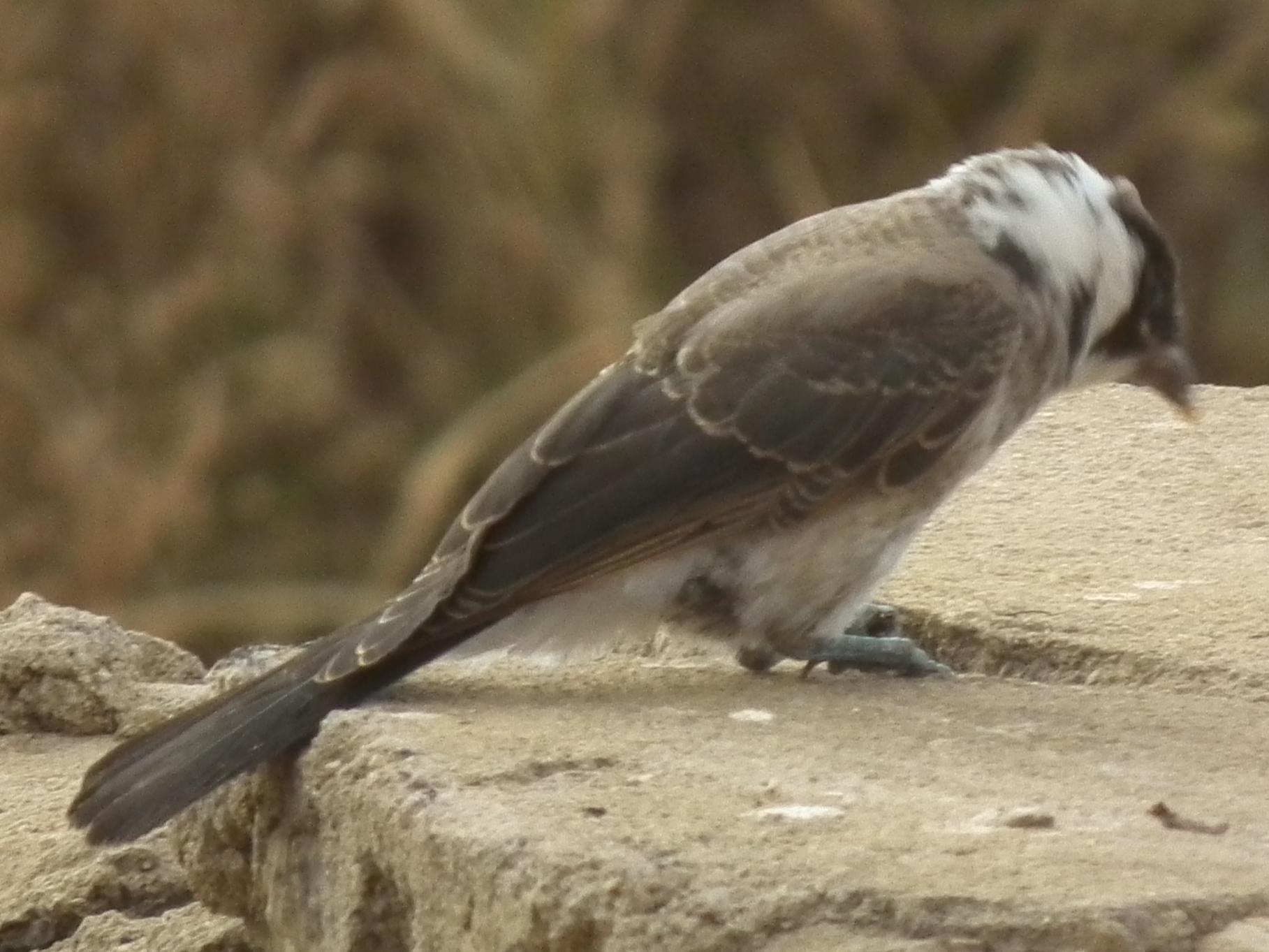
Esemplare si ciba al suolo in Tanzania.

L'averla groppabianca è un uccello insettivoro, la cui dieta si compone perlopiù di grossi insetti (coleotteri, ortotteri e farfalle): di tanto in tanto, vengono predati anche piccoli vertebrati, come rettili o topolini.

Questi uccelli reperiscono il cibo prevalentemente al suolo, ghermendolo dall'alto: similmente a quanto osservabile fra le altre averle, il cibo in eccesso viene infilzato su spine od oggetti appuntiti a una certa distanza dal suolo.

### Riproduzione

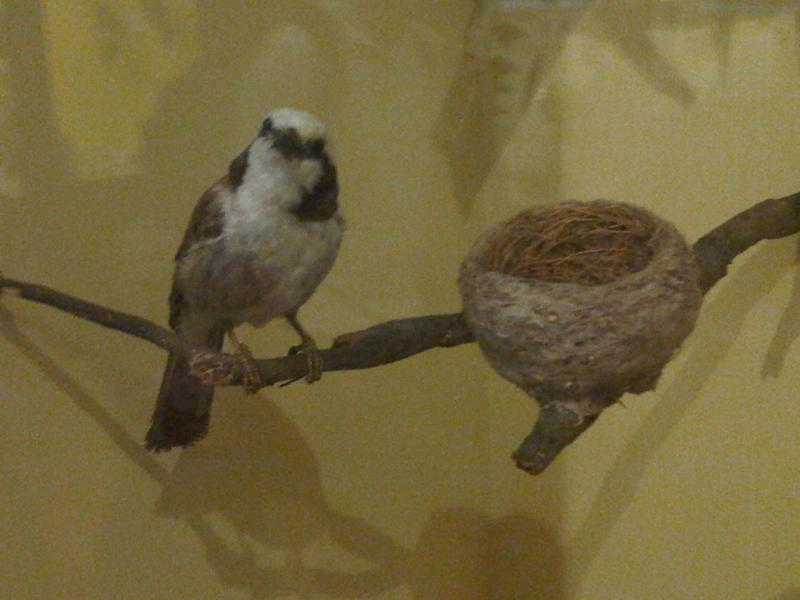
Esemplare impagliato con nido al Natural History Museum.

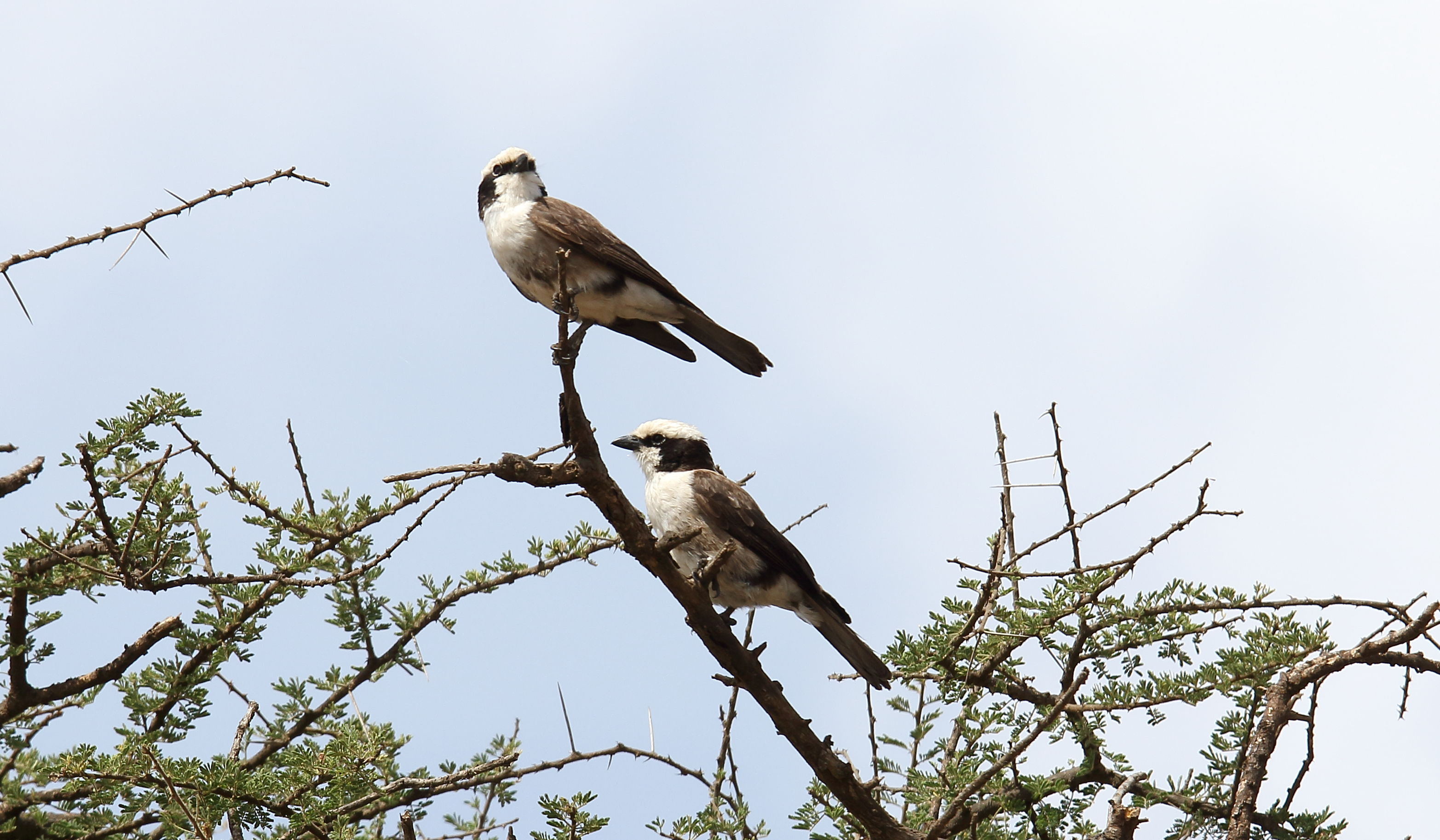
Coppia in natura.

Si tratta di uccelli monogami: la stagione riproduttiva sembra mostrare una certa variabilità, estendendosi generalmente da gennaio alla fine di maggio ma con osservazione di nidi attivi nel nord dell'areale anche durante il mese di ottobre.
I nidi sono semplici e a forma di coppa, costruiti fra i rami di un albero o un cespuglio spinoso intrecciando rametti e foderando l'interno con fibre vegetali: al loro interno la femmina depone 2-4 uova di un inusuale color lilla dalle screziature bruno-rossicce. Sebbene manchino altre informazioni circa la riproduzione di questi uccelli, si ritiene che essa non differisca in maniera significativa, per modalità e tempistica, da quanto osservabile nell'affine averla capobianco, nella quale i vari membri del gruppo di appartenenza coadiuvano la coppia riproduttrice nelle cure parentali.

## Distribuzione e habitat

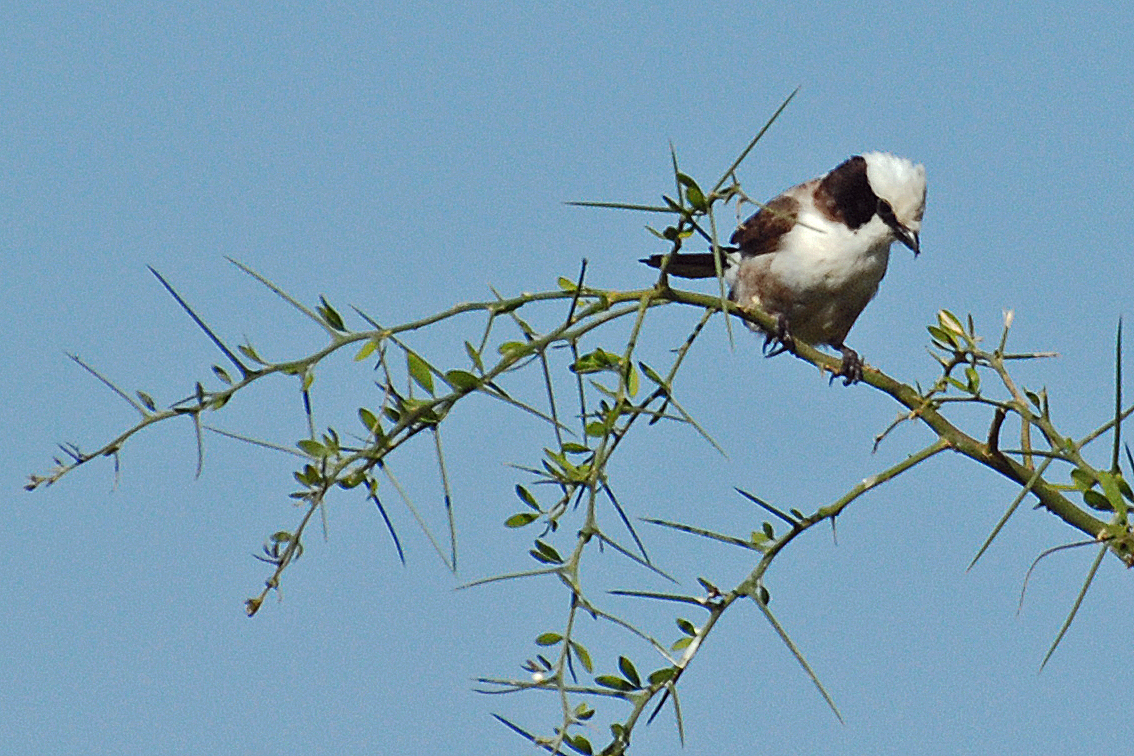
Esemplare nel Serengeti.

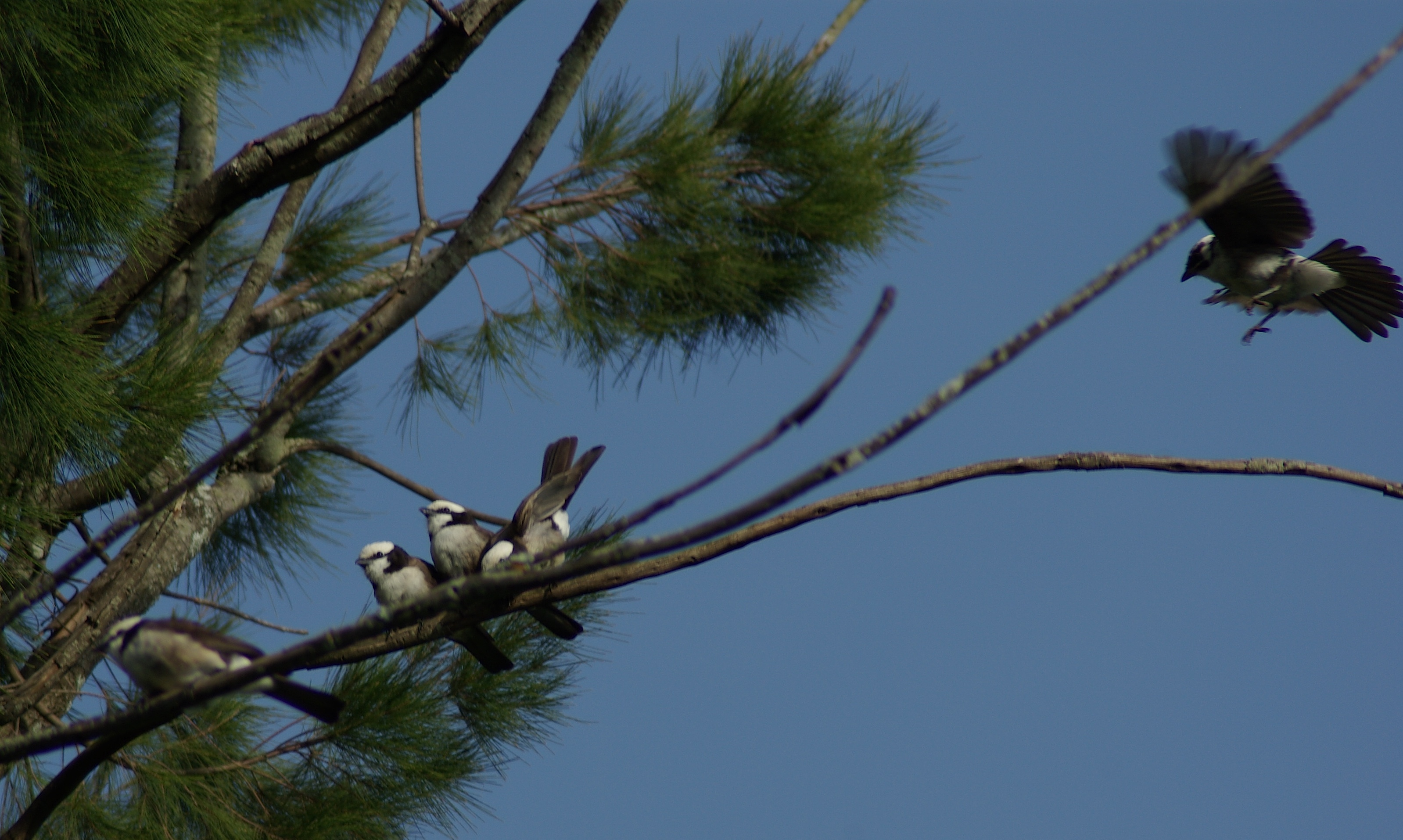
Gruppo nella contea di Laikipia.

L'averla groppabianca è diffusa in Africa Orientale, dove popola un'area compresa fra la Somalia nord-orientale, l'area di confine fra Etiopia e Gibuti e il Sudan del Sud meridionale, a sud attraverso Uganda orientale, Kenya e Tanzania fino alle sponde nord-orientali del Lago Malawi.

Sebbene si conosca ancora poco circa le abitudini della specie, essa parrebbe essere stanziale nella maggior parte dell'areale presa in considerazione: le popolazioni nord-occidentale sembrerebbero effettuare moderati spostamenti su base stagionale.
L'habitat di questi uccelli è rappresentato dal miombo e dalle aree di savana secca alberata con presenza di rado sottobosco a prevalenza di cespugli spinosi.

## Tassonomia
Alcuni autori riconoscerebbero le sottospecie erlangeri del Corno d'Africa, deckeni del Basso Scebeli, fischeri delle falde del Kilimanjaro e boehmi dell'estremo sud dell'areale occupato dalla specie, tutte generalmente ritenute troppo poco divergenti per poter essere differenziate dalla sottospecie nominale: la specie viene pertanto considerata monotipica.